# Karel Chromík
Karel Chromík (28. srpna 1937 Přerov – 14. dubna 2004 Praha) byl český herec, který vedle řady spíše menších rolí ve filmech a televizních seriálech působil zejména v dabingu. Významné role ztvárnil rovněž v divadle.

## Život a kariéra
Narodil se v Přerově, kde také absolvoval základní a střední školu. Činoherní herectví se rozhodl studovat v Brně na Janáčkově akademii múzických umění (JAMU), kde absolvoval v roce 1966.  Ještě během studií se poprvé objevil ve filmu, ve snímku Okurkový hrdina z roku 1963 (scénář a režie Čestmír Mlíkovský), kde ztvárnil roli mladého fotografa Pepíka.

### Divadelní angažmá
Po dokončení studií na JAMU nejprve přes dva roky působil Východočeském divadle v Pardubicích (1966–1968), potom v letech 1968–1972 v Horáckém divadle v Jihlavě. Od roku 1972 měl dlouhodobé angažmá v Divadle Vítězného února v Hradci Králové (později Klicperovo divadlo). V tomto městě se také usadil.
Ve Východočeském divadle v Pardubicích hrál např. titulní roli Josefa ve hře Život Josefa polského autora Mikolaje Reje z Naglowic (scéna Jiří Fiala, režie umělecký šéf divadla Richard Mihula).  Z rolí v Divadle Vítězného února v Hradci Králové je nutné uvést inscenaci podle románu Král Krysa australského spisovatele Jamese Clavella z prostředí japonského zajateckého tábora. 
Autorem známé dramatizace je Jiří Hubač, hostujícím režisér byl Jaromír Staněk a ve hře dále hostovali někteří herci z Divadla na Vinohradech, zejména Petr Haničinec (z vinohradské verze inscenace byl později, v roce 1979, pořízen televizní záznam). Protože budova divadla v Hradci Králové byla v té době v rekonstrukci, dvě premiéry se uskutečnily nejprve 4. prosince 1976 v Chrudimi a poté 6. prosince v Pardubicích.
Z dalších inscenací zmíníme alespoň Mladou gardu z roku 1973 podle stejnojmenného románu ruského spisovatele Alexandra Fadějeva. Režisérem hradeckého představení byl Miroslav Vildman, netradičně pojaté představení doprovázely písně, jejich texty napsal Vladimír Poštulka a hudbu složil Jindřich Brabec.
V jiných divadlech hrál např. ve hře podle známého detektivního románu Deset malých černoušků od Agathy Christie nebo v inscenaci podle románu německého spisovatele a dramatika Ulricha Plenzdorfa Nová utrpení mladého W. z roku 1972, který dobovým slangem zachycuje život mládeže v tehdejší NDR a získal si velkou pozornost také v západním Německu. Současně je novodobou variací na klasické dílo Utrpení mladého Werthera od Johanna Wolfganga  Goetheho.

### Film a televize
Možná právě působení výhradně v mimopražských divadlech způsobilo, že zatímco první filmovou roli získal ještě během studií na JAMU, v pozdějších letech příležitostí ve filmu a televizi nedostal mnoho a šlo spíše o menší role. Mezi významné určitě patří role ve filmu režiséra Juraje Herze z roku 1971 Petrolejové lampy podle stejnojmenného psychologického románu Jaroslava Havlíčka. Hlavní postavy zde ztvárnili Iva Janžurová (Štěpa) a Petr Čepek (Karel Malina), Karel Chromík hrál jeho bratrance Jana. Kromě účasti na dalších festivalech a jiných ocenění, film byl v roce 1972 na MFF v Cannes nominován na „Velkou mezinárodní cenu festivalu“.
V 70. letech hrál také ve dvou filmech režiséra Františka Vláčila. Ve filmu pro děti a mládež z období nacistické okupace Sirius z roku 1974 hrál otce venkovského kluka, jeho hereckou partnerkou byla Jana Hlaváčová. Ve filmu Stíny horkého léta z roku 1977, v dalším snímku s válečnou tematikou, přesněji odehrávajícím se v roce 1947 na samotě v horách, kdy se skupina Banderovců (z nichž jeden je zraněn) pokouší dostat do Rakouska. Hlavní role Juraj Kukura a Marta Vančurová, Karel Chromík hrál poručíka Banderovců. Film získal Křišťálový glóbus na MFF Karlovy Vary.
Další větší roli získal v roce 1982 ve filmu Smrt talentovaného ševce, který režisér Jan Schmidt natočil dle stejnojmenného detektivního románu Václava Erbena. Hlavní roli kapitána Exnera ztvárnil Jiří Kodet a jeho dva nejbližší kriminalistické spolupracovníky hráli Antonín Hardt (poručík Beránek) a právě Karel Chromík (nadporučík Vlček).
V 80. a také v 90. letech získal větší počet rolí ve známých a dodnes reprízovaných seriálech, většinou však opět šlo spíše o méně významné postavy, někdy až epizodní role. Patří sem např. seriál Sanitka z roku 1984 (podle dostupných údajů hrál pouze v 9. dílu), seriál Vlak dětství a naděje z roku 1985 (4. díl: Válka si nevybírá: oficír v pekárně),  seriál Panoptikum Města pražského (8. díl Pan rada v Paříži: Angličan), seriál Cirkus Humberto) z roku 1988, další seriál Dobrodružství kriminalistiky (zde hrál nejméně ve dvou dílech: Otisk z roku 1989 a Mechanoskopie z roku 1990) nebo pokračování seriálu Arabela se vrací aneb Rumburak králem Říše pohádek (kde hrál ve více dílech). Naposledy zřejmě hrál v seriálu Četnické humoresky z roku 2001.

### Dabing
Dabingu se věnoval více než 30 let, nejvíce v pozdějších letech. Celkem nadaboval několik set různých rolí ve filmech a seriálech. Nejvíce rolí nadaboval pro Barrandov Studio, dále pro Českou televizi (Dabingové studium České televize) nebo pro Studio Budíkov, ale dabingové role dostával také od dalších dabingových pracovišť.
V německém akčním seriálu Kobra 11 o fiktivním kriminálním oddělení dálniční policie několik let daboval postavu policisty Horsta Herzbergera (hrál ho Dietmar Huhn). Z německé produkce (resp. koprodukce Německo a Španělsko) se již mnohem dříve podílel např. na dabingu „klasických mayovek“ natočených podle předloh Karla Maye, konkrétně filmů V Říši Stříbrného lva (podle stejnojmenného čtyřdílného románu) nebo Divokým Kurdistánem.
Z francouzským filmů (nebo koprodukce Francie, Itálie) můžeme zmínit např. Návrat velkého blondýna (1974, dabing 1977: dvě menší role), Vrátný od Maxima (1976, dabing 1978: Gérard Jugnot, hrabě), Svatý rok (1976, dabing 1979: Yvan Tanguy, steward), Křidýlko nebo stehýnko (1976, dabing 1979: Gérard Lorin, zubař), Smrt darebáka (1977, dabing 1980), Jsem nesmělý, ale léčím se (1978, dabing 1979), Něžné kuře a volné pokračování Ukradli torzo Jupitera (1978 a 1980, dabing 1979 a 1981), Policajt nebo rošťák (1979, dabing 1982) či Veselé velikonoce (1984, dabing 1988). Dále několik dílů seriálu Vyšetřování komisaře Maigreta, z animovaných filmů pak např. Astérix a překvapení pro Caesara (Vapetimus, Briseradiův kolega).
Z produkce Spojeného království namluvil několik různých rolí ve vybraných bondovkách, např. Dr. No nebo Žiješ jenom dvakrát, včetně parodie Casino Royale (1967). Dále např. britský komediální film To by se zvěrolékaři stát nemělo z roku 1975 podle stejnojmenné knihy Jamese Herriota (Colin Blakely, postava Siegfried Farnon). Z koprodukce Spojené království a USA je to např. proslulý sci-fi film 2001: Vesmírná odysea režiséra Stanleyho Kubricka z roku 1968. 
Z další evropské produkce je to např. rozsáhlá koprodukce více zemí Teherán 43 (1981, dabing 1982: Igor Klass, britský důstojník) nebo švédský kriminální film Muž z Mallorky (1984, dabing 1987: postava Fors, hraje ji Ingvar Hirdwall) režiséra Bo Widerberga. Snímek byl natočen podle románu Leifa G. W. Perssona a děj vychází ze skutečných událostí tzv. Geijerovy aféry. 
V neposlední řadě se podílel na dabingu řady amerických filmů a seriálů včetně animovaných (např. Tom a Jerry nebo Doba ledová). Mezi největší role, které daboval, patří postava Dona Corleone z filmu Kmotr (1972), kterou hraje Marlon Brando (film byl nadabován vícekrát, jedná se o první dabing pro VHS).  Z amerických herců dále daboval např. Charlese Bronsona (ve filmech Bitva v Ardenách a Mořský vlk), ve sci-fi seriálu Star Trek pak namluvil postavu Zeframa Cochraneho.